# Réserve de faune d'Abdoulaye
La réserve de faune d'Abdoulaye est une réserve de faune située dans la préfecture de Tchamba, au centre-est du Togo.

## Historique
Avec une superficie d'environ 30000 hectares, la réserve de faune d'Abdoulaye (RFA) est Classée par décret n° 391-51/EF du 7 juin 1951. L'objectif principal étant la conservation in situ de la biodiversité (la faune, la flore, les écosystèmes forestiers et les paysages). 

## Situation géographique
La réserve de faune d'Abdoulaye est localisée dans la préfecture de Tchamba située dans la région centrale au Togo. Elle se retrouve dans la zone écologique III, entre les latitudes 8°34’ et 8°47’ Nord et les longitudes 1°13’ et 1°25’ Est. 

## Climat
La réserve de faune d'Abdoulaye bénéficie d'un climat tropical de type guinéen, qui se caractérise par une saison des pluies s'étendant d'avril à octobre, suivie d'une saison sèche de novembre à mars. Les précipitations annuelles varient entre 1200 et 1300 mm. L'humidité relative se situe généralement entre 60 et 80 %. L'évaporation est d'environ 1600 mm par an. Les températures mensuelles varient de 20 à 32 °C, avec une moyenne mensuelle de 26,5 °C.

## Relief
Le relief de la région est caractérisé par une plaine centrale qui présente un paysage en interfluve, avec une altitude variant entre 250 et 350 mètres. Cette plaine repose sur le socle cristallin granito-gneissique de l'unité structurale de la plaine bénino-togolaise. Les sols prédominants sont de type ferralitique, mais ils se manifestent avec différentes caractéristiques, étant peu profonds et présentant une texture limono-argileuse de couleur rouge, avec des concrétions ferrugineuses. On trouve également des sols hydromorphes le long des cours d'eau. 

## Faune, flore et aménagement
Des inventaires floristiques menés par les chercheurs du laboratoire de botanique et écologie végétale de l'université de Lomé ont permis de recenser et d'identifier au total 162 espèces végétales dans la Réserve de Faune d'Abdoulaye. Ces espèces sont réparties en 53 familles et 125 genres dont 101 espèces ligneuses et 61 herbacées. Les 5 familles les plus représentées sont : les Poaceae (31 %), les Combretaceae (10 %), les Sapotaceae (7 %), les Leguminosae-Cesalpinioideae (6 %), les Leguminosae-Mimosoideae (5 %). 